# Apollinaire Bouchardat

Apollinaire Bouchardat

Apollinaire Bouchardat (* 23. Juli 1806 in L’Isle-sur-Serein; † 7. April 1886 in Paris) war ein französischer Arzt, Apotheker und Chemiker. Er wirkte ab 1856 als Professor für Hygiene in Paris und machte sich insbesondere um die Behandlung von Patienten mit Diabetes mellitus verdient.
So führte er eine spezielle Diät für Diabetiker ein und erkannte die Bedeutung von körperlicher Betätigung sowie einer Verringerung des Körpergewichts für die Betroffenen. Auf seine Ideen gehen außerdem die Schulung der Patienten sowie die Eigenkontrolle von deren Stoffwechsel als wichtige Prinzipien der Diabetesbehandlung zurück.
Im Jahr 1844 hatte Bouchardat, unabhängig von Gabriel Gustav Valentin, die eiweißspaltende (diastatische) Wirkung des Sekrets der Bauchspeicheldrüse entdeckt. Darüber hinaus vermutete er den Ausgangspunkt der Erkrankung in der Bauchspeicheldrüse und versuchte, diese These durch experimentelle Untersuchungen zu belegen. Aus diesen Gründen gilt er als einer der Mitbegründer der Diabetologie.

## Leben
Apollinaire Bouchardat wurde 1806 in L’Isle-sur-Serein geboren und arbeitete bereits in seiner Jugend in der Apotheke seines Onkels. Im Alter von 19 Jahren ging er nach Paris, um dort Pharmazie zu studieren. Zur Finanzierung seines Studiums unterrichtete er selbst und veröffentlichte ein Buch zur Prüfungsvorbereitung für andere Studenten. Ab 1829 studierte er Medizin, drei Jahre später promovierte er mit einer Arbeit über Cholera. Bereits 1833 wurde er erstmals für einen Lehrstuhl an der Pariser Medizinischen Fakultät vorgeschlagen, er wirkte jedoch von 1834 bis 1855 zunächst als leitender Apotheker des Krankenhauses Hôtel-Dieu de Paris. Von 1856 bis zu seinem Tod war er Professor für Hygiene in Paris.

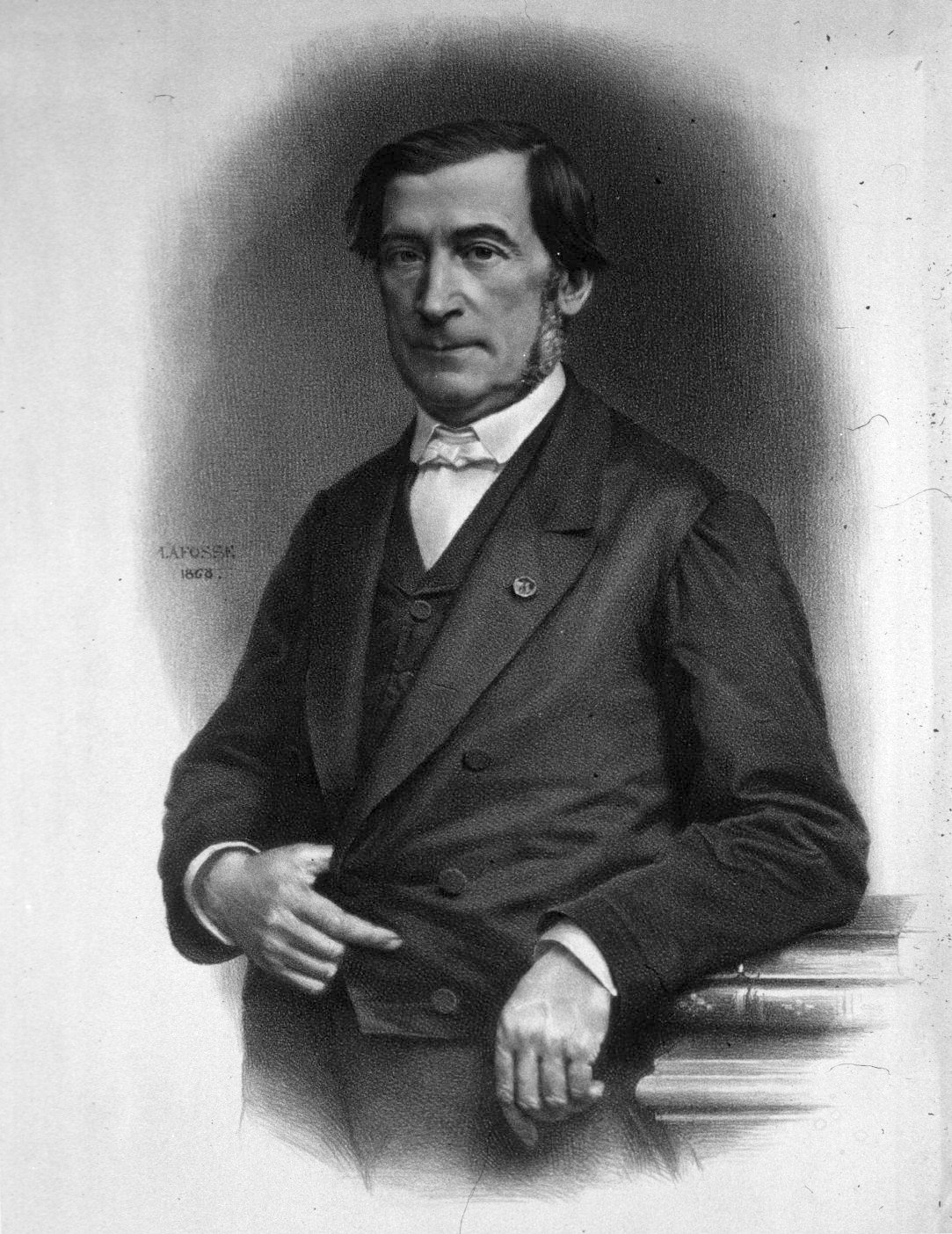
Apollinaire Bouchardat

Apollinaire Bouchardat erwarb sich insbesondere vielfältige Verdienste um die Behandlung von Diabetes-Patienten zu einer Zeit, in der weder die Ursachen der Erkrankung noch das Insulin als wirksame Therapie bekannt waren. So entwickelte er auf der Grundlage eigener Beobachtungen eine spezielle fleischhaltige Ernährungsform für Diabetiker, die als „Bouchardat's Diät“ bezeichnet wurde und durch einen hohen Eiweissgehalt sowie den weitestgehenden Ersatz der Kohlenhydrate durch tierische und pflanzliche Fette gekennzeichnet war. Darüber hinaus erkannte er die Bedeutung einer Reduzierung des Körpergewichts sowie von körperlicher Aktivität bei der Behandlung des Diabetes mellitus. Ebenso führte er ein Verfahren zur Eigenkontrolle der Patienten durch den Nachweis von Glucose im Urin ein, über das er unter anderem schrieb, dass die tägliche Überwachung der Glucosurie die Patienten leiten würde „wie ein Kompass, der einen Seemann auf unbekannten Ozeanen leitet“. Er betonte auch die Wichtigkeit der Unterrichtung der Diabetiker im Umgang mit ihrer Krankheit.
Bereits im 19. Jahrhundert etablierte Apollinaire Bouchardat dadurch eine Reihe von Prinzipien – kontrollierte Ernährung, körperliche Aktivität, Stoffwechselkontrolle und Patientenschulung – die bis in die Gegenwart zentrale Bestandteile der Therapie des Diabetes mellitus sind. Seine Ansichten zur Diabetesbehandlung fasste er in seinem 1875 erstmals erschienenen Werk „De la glycosurie ou Diabète sucré son traitement hygiénique“ zusammen. Als Ursache des erhöhten Blutzuckerspiegels beim Diabetes mellitus nahm er eine gesteigerte Aufnahme von Glucose aus der Nahrung im Verdauungstrakt an, den Ausgangspunkt der Erkrankung vermutete er in der Bauchspeicheldrüse. Diese Theorie versuchte er auch anhand von experimentellen Untersuchungen durch die Entfernung der Bauchspeicheldrüse beziehungsweise die Unterbrechung des Ausführgangs der Bauchspeicheldrüse bei Hunden zu belegen.
Darüber hinaus wirkte Apollinaire Bouchardat als Herausgeber des „Annuaire de thérapeutique, de matière médicale, de pharmacie et de toxicologie“, des „Archives de physiologie, de thérapeutique et d'hygiène“ und des „Répertoire de pharmacie“. Sein bedeutendstes Werk im Bereich der Hygiene war das 1881 erschienene Buch „Traité d’hygiène publique et privée, basée sur l’étiologie“, das in einer allgemeinverständlichen sowie teilweise humorvollen Art geschrieben war und mit einem Umfang von rund 1100 Seiten nahezu alle damals bekannten Aspekte der Prävention von Krankheiten darstellte. Politisch vertrat er während der Regierungszeit von Napoléon III. demokratische Positionen, darüber hinaus setzte er sich in Vorträgen für die Verbesserung der Wohlfahrtspflege und eine finanzielle Unterstützung der armen Bevölkerungsschichten ein. Neben der Medizin widmete er sich auch der Landwirtschaft und dem Weinbau. 
Apollinaire Bouchardat starb 1886 in Paris. Sein Sohn war der Chemiker und Mediziner Gustave Bouchardat, dem unter anderem 1880 die Herstellung von synthetischem Gummi gelang.

## Schriften (Auswahl)
- Eléments de matière médicale et de pharmacie. Paris 1839
- Nouveau Formulaire magistral: [avec les Poids nouveaux et anciens en Regard]. Paris 1840 Digitalisierte Ausgabe der Universitäts- und Landesbibliothek Düsseldorf
- Des fonctions du pancréas et de son influence dans la digestion des féculents. In: C. R. Acad-Sci., Paris. Band 20, 1845, S. 1085 ff.
- De la glycosurie ou Diabète sucré son traitement hygiénique. Paris 1875; Zweite Auflage 1883
- Traité d’hygiène publique et privée, basée sur l’étiologie. Paris 1881